# Walisische Triaden
Walisische Triaden (walisisch: Trioedd Ynys Prydein ['trioið 'ənis 'brədein], „Die Triaden der Insel Britannien“) ist der Titel einer Sammlung von Merksprüchen, die auf historische und mythische Traditionen zurückgehen. In mehr als einem Dutzend Manuskripten aus der Zeit des 13. bis 17. Jahrhunderts sind sie überliefert.

## Manuskripte
Die älteste erhalten gebliebene Sammlung walisischer Triaden findet man in dem Manuskript „Peniarth 16“, das sich jetzt in der walisischen Nationalbibliothek (National Library of Wales) befindet, und das auf das dritte Viertel des 13. Jahrhunderts datiert wird. Es enthält 46 der 86 Triaden. Andere wichtige Manuskripte sind im „Peniarth 45“ (aus der Zeit um 1275) sowie im „Weißen Buch von Rhydderch“ (Llyfr Gwyn Rhydderch) und im „Roten Buch von Hergest“ (Llyfr Coch Hergest) enthalten, die eine deutlich von den Peniarth-Sammlungen unterschiedliche kommentierte Version gemeinsam haben.

## Inhalt
Die Triaden stammen von walisischen Barden oder Dichtern, die sie als mnemonische Hilfen bei der Abfassung ihrer Gedichte und Geschichten einsetzten, und die später zu einem rhetorischen Stilmittel der walisischen Literatur wurden.
Jede Triade nennt unter einem Oberbegriff („Die drei berühmten...“, „Die drei unglücklichen...“) drei Namen, die etwas Gemeinsames haben. Die mittelalterliche walisische Erzählung Culhwch ac Olwen („Die Geschichte von Culhwch und Olwen“, siehe Mabinogion) ist wegen der darin enthaltenen Triaden besonders bekannt. Die Walisischen Triaden enthalten Verweise auf Personen aus dem Sagenkreis um König Artus, aber auch auf historische Persönlichkeiten wie den bretonischen Herzog Alain IV., genannt Alan Ffyrgan.
In einigen Fällen wird nach der Namensnennung auch noch die dazugehörende Legende erzählt.

## Beispiele
- Mordred ist der Urheber einer der „drei hemmungslosen Verwüstungen der Insel Britannien“
- Govannon hat als Mörder Pryderis einen der „drei verhängnisvollsten Schläge der Insel Britannien“ ausgeführt
- Coll fab Collfrewi ist mit Pryderi und Drystan fab Tallwch einer der „drei mächtigsten Schweinehirten der Insel Britannien“
- Gweir ist, ebenso wie Llŷr Lledieith und Mabon fab Modron, einer der „drei erhabenen Gefangenen der Insel Britannien“
- Urien ist einer der „drei Schlachtenlenker der Insel Britannien“
- Das Vergraben des Hauptes von Bendigetvran in London ist eine der „drei glücklichen Verbergungen der Insel Britannien“
- … das Ausgraben des Hauptes durch König Artus ist eine der „drei unglücklichen Enthüllungen der Insel Britannien“
- March fab Meirchiawn ist einer der „drei Seefahrer der Insel Britannien“
- Rhydderch Hael ist einer der „drei großzügigsten Männer Britanniens“
- ...sein Feldzug gegen Gwynedd ist eine der „drei zügellostesten Verwüstungen der Insel Britannien“
- Afarwy (Argenteus/Mandubracius) ist einer der drei „ehrlosen Männer der Insel Britannien“
- Caradawg fab Bran ist einer der drei „Männer, denen vor Gram das Herz brach“
- Caradawg Freichfras ist einer der drei „Ritter der Insel Britannien“, seine Gattin Tegau Eurfron eine der drei „schönen Frauen am Artus-Hof“ und ihre Ehe eine der drei „unübertroffenen Liebesbeziehungen der Insel Britannien“
- Manawydan ist einer der „drei nachgiebigen Edelleute der Insel Britannien“
- Gwenhwyfachs Ohrfeige für ihre Schwester Gwenhwyfar ist eine der „drei unglücklichen Ohrfeigen der Insel Britannien“, eine andere ist die Ohrfeige, die Matholwch seiner Gattin Branwen gibt